# جیجانگ
جیجانگ (به لاتین: Zhijiang, Hubei) یک county-level city در جمهوری خلق چین است که در ایچانگ واقع شده‌است.